# Cosmostigma philippinense
Cosmostigma philippinense là một loài thực vật có hoa trong họ La bố ma. Loài này được Friedrich Richard Rudolf Schlechter mô tả khoa học đầu tiên năm 1915.
Loài này được tìm thấy trên đảo Luzon, Philippines.